# ليزلي شو
ليزلي شو (بالإسبانية: Leslie Shaw)‏ هي عارضة ومغنية بيروفية، ولدت في 27 فبراير 1989.

## وصلات خارجية
- الموقع الرسمي
- ليزلي شو على موقع IMDb (الإنجليزية)
- ليزلي شو على موقع ميوزك برينز (الإنجليزية)
- ليزلي شو على موقع ديسكوغز (الإنجليزية)
- ليزلي شو على موقع قاعدة بيانات الفيلم (الإنجليزية)